# 필그림 앙상블
필그림 앙상블은 대한민국의 음악 그룹이다.

## 음반
- Harbour Girl (2009)
- 필그림 앙상블 (2012)